# بیوزاند یغیایان
بیوزاند یغیایان (ارمنی: Բյուզանդ Եղիայան؛ انگلیسی: Biwzand Ełiayean زادهٔ ۱۹۰۰ - درگذشته ۱۹۹۵)، تاریخ‌نگار و نویسنده اهل ارمنستان بود.

## زندگی‌نامه
وی در ۱۹۰۰ در آدانا به دنیا آمد وی از قتل‌عام ارامنه در آدانا و نسل‌کشی ۱۹۱۵ جان سالم به در برد و در سنت پل در طرسوس و در کالج بین‌المللی در اسمیرنا تحصیل نمود. وی از دانشگاه ژنو فارغ‌التحصیل گشت. در اوایل دهه ۱۹۲۰ ازمیر را ترک کرد و تحصیلات خویش را در مدرسه دینی در آتن و در مؤسسه بین‌المللی هاوتس در ژنو ادامه داد. در مدرسه‌ها و موسسات مختلفی در خاورمیانه تدریس نمود. از سال ۱۹۳۱ تا هنگام بازنشستگی کاتولیکوس کلیسای کیلیکیه در انطلیاس،  لبنان بود. وی در ۱۹۹۵ در سن ۹۵ سالگی درگذشت.